# 美好的星期天
「美好的星期天～Gyu Gyu Good Day！～」（日语：ステキな日曜日〜Gyu Gyu グッデイ!〜）为蘆田愛菜的第一張單曲。2011年10月26日由環球唱片發行。

## 概要
- 2011年9月14日以此張單曲出道[4][5]。
- 同月22日、於伊藤洋華堂（イトーヨーカドー）木場店（東京都江東区）發表本單曲第一軌主曲[6]。單曲內含主曲「美好的星期天～Gyu Gyu Good Day！～」 以及伴曲「閃亮亮小兔子進行曲」（ピカピカウサギのマーチ）
- 在2011年8月下旬的2日間錄製完成[7]
- 主曲的ＭＶ於9月上旬在東京都內的 House Studio 攝影棚進行攝影[8]。
- 主曲的主題為「傳達」[8]、舞蹈由「Maru Maru Mori Mori!」的舞步設計「濱田“Peco”美和子」負責[6]。
- 本單曲共有初回生産限定盤（CD+DVD）、普通盤（只有CD）兩種類進行販售。

## 主要記錄
2011年11月7日Oricon週單曲排名第一週排名第四，發片時年齡7歳＋4個月，為週單曲排名獨唱歌手第一次進入前十名年紀最小的歌手（之前的記錄為1987年3月30日後藤久美子的「teardrop」，年齡為13歳＋0個月，排名第3）。日本人獨唱歌手非第一次進入前十名的最年少記錄為1969年11月10日皆川理的《黒ネコのタンゴ》（第一名、6歳＋9個月）

## 收錄曲目
1. 美好的星期天〜Gyu Gyu Good Day!〜 [4:18]
作詞：浅利進吾・渡辺なつみ（日语：渡辺なつみ）、作曲：浅利進吾、編曲：h-wonder（日语：h-wonder）
  - 日本7-11廣告「秋のおでかけフェア」合作歌曲
  - 富士電視台節目「志村軒（日语：志村軒）」2011年10月的片尾曲
2. 閃亮亮小兔子進行曲 [3:41]
作詞・作曲・編曲：かの香織（日语：かの香織）
3. 美好的星期天〜Gyu Gyu Good Day!〜（無人聲版）
4. 閃亮亮小兔子進行曲（無人聲版）

DVD
- 美好的星期天〜Gyu Gyu Good Day!〜（MUSIC VIDEO）
- 美好的星期天〜Gyu Gyu Good Day!〜 愛菜的推廣影片（電視放送版本）